# Setge de Mèrida
Mèrida fou assetjada pels àrabs el 712 durant un any fins a la seva conquesta a la meitat del 713.
Es creu que Mèrida i la província de Lusitània eren els centres de major suport de Roderic. Els seus partidaris s'havia replegat cap aquesta província després de la derrota a la batalla del Guadalete (711) i la conquesta de Toledo sense lluita per part de Tàriq ibn Ziyad. El 712 Mussa ibn Nussayr va deixar el seu fill Abd-Al·lah ibn Mussa com a governador delegat a Ifríqiya i, acompanyat del seu altre fill Abd-al-Aziz ibn Mussa, va passar amb un exèrcit de divuit mil homes des de l'Àfrica al territori visigot. Va atacar Mèrida, on es concentraven les forces afins a Roderic (potser fins i tot aquest mateix, si és que no havia mort el 711 com suggereixen alguns historiadors). La ciutat fou ocupada després d'un any de setge el (30 de juny del 713). Durant el temps que va durar aquest setge, el rei Àkhila II es va presentar a Toledo, on probablement havia estat proclamat rei hores abans de l'arribada de Tàriq. El cabdill musulmà el va rebre i el va enviar al seu superior, Mussa, el qual era partidari d'establir el domini musulmà a Hispània. Mussa era a Mèrida i no va concedir ni negar res a Àkhila, i el va remetre al califa.